# Rycerzyk czerwonozłoty

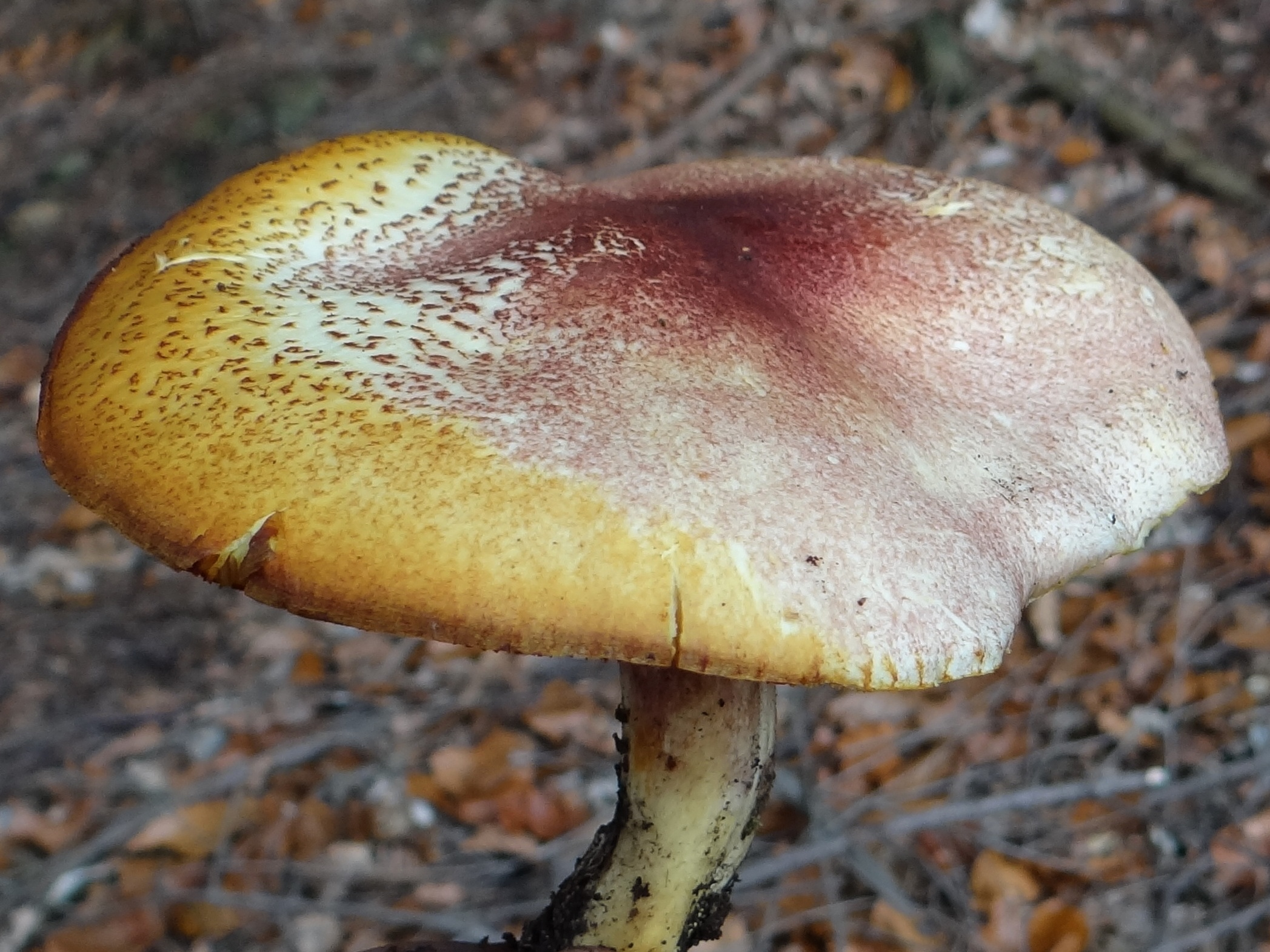
Charakterystyczne żółto-czerwone ubarwienie kapelusza

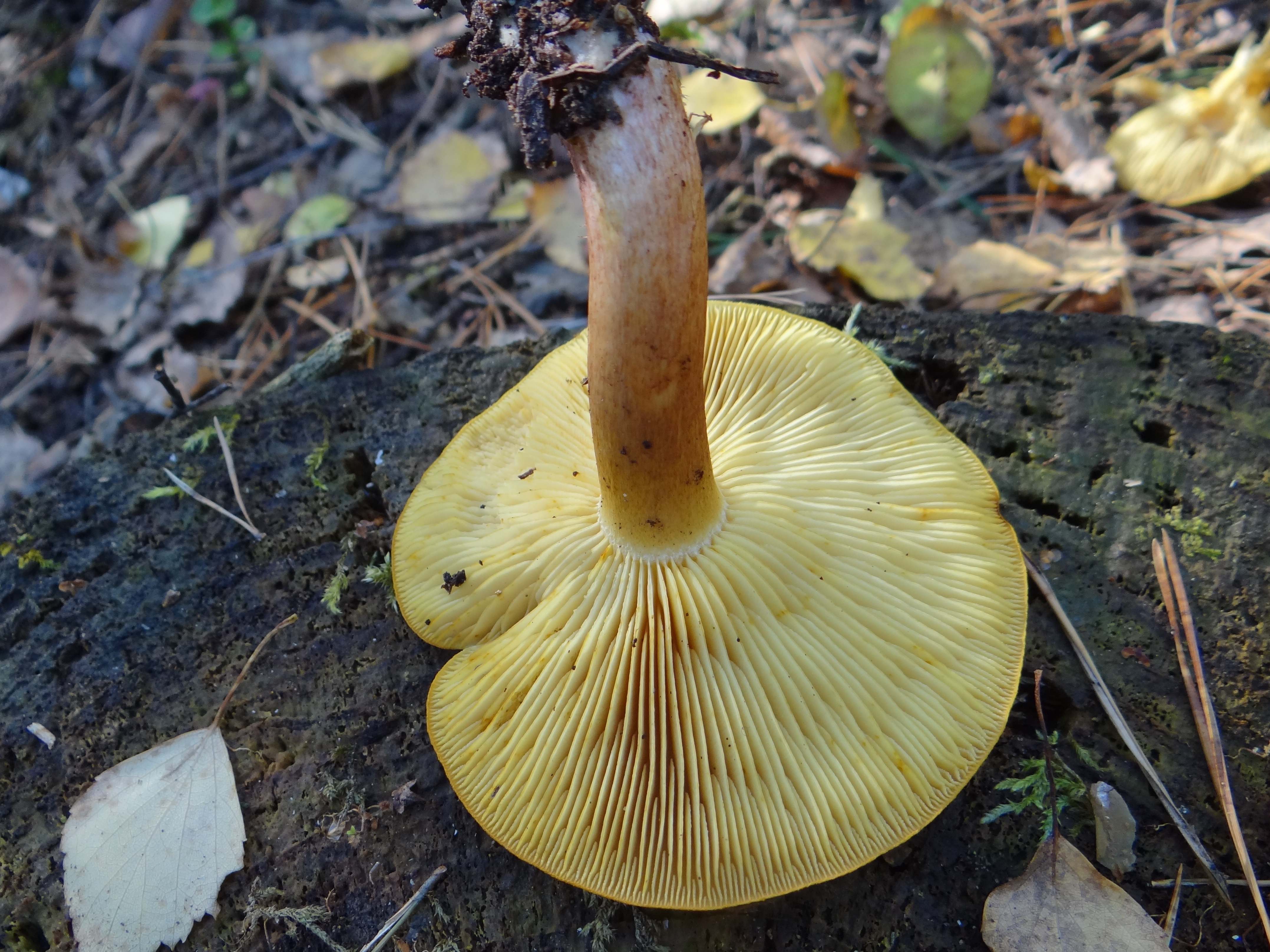
Blaszki i trzon rycerzyka czerwonozłotego

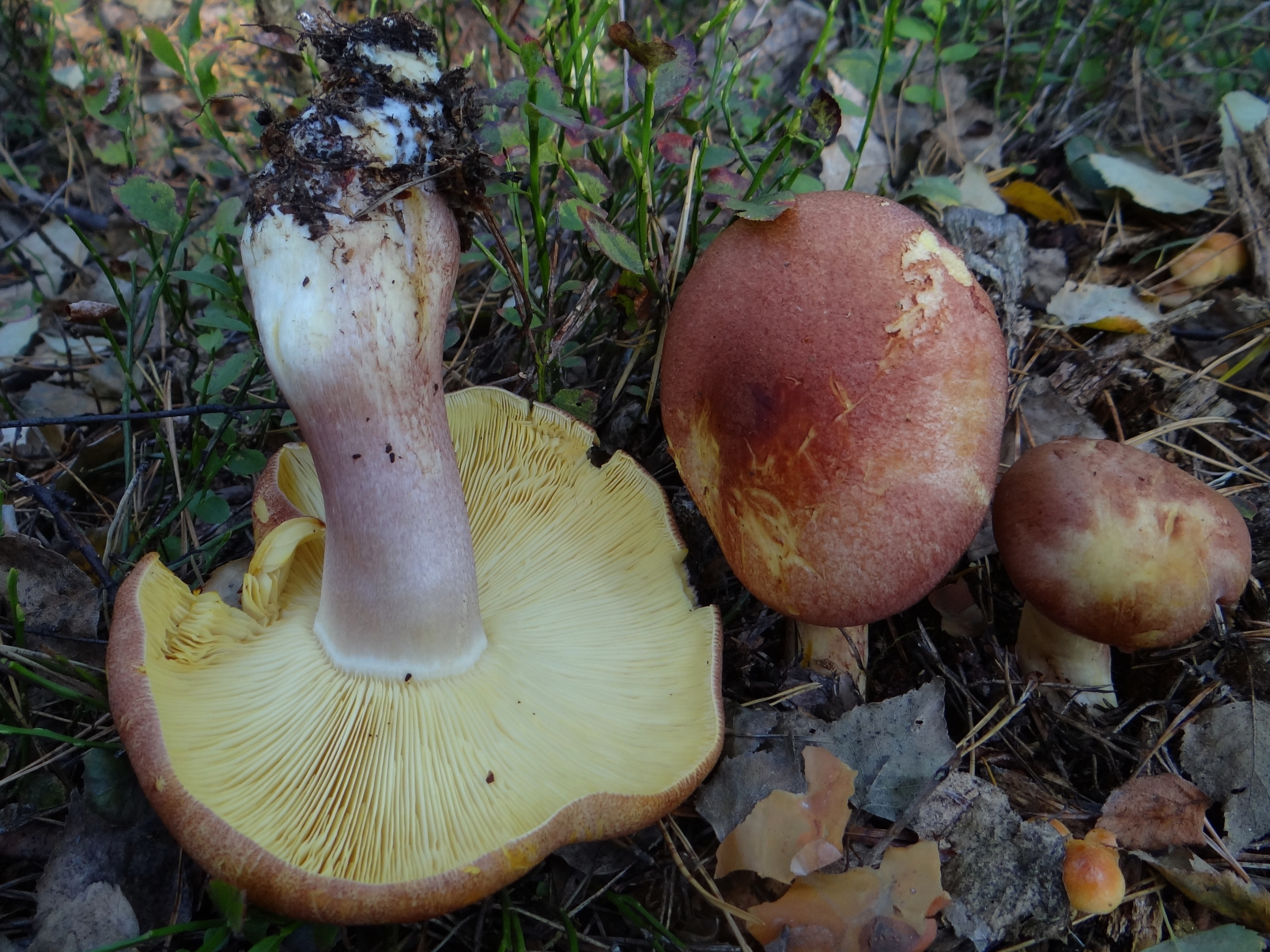

Rycerzyk czerwonozłoty (Tricholomopsis rutilans (Schaeff.) Singer) – gatunek grzybów należący do rzędu pieczarkowców (Agaricales).

## Systematyka i nazewnictwo
Pozycja w klasyfikacji według Index Fungorum: Tricholomopsis, Incertae sedis, Agaricales, Agaricomycetidae, Agaricomycetes, Agaricomycotina, Basidiomycota, Fungi.
Po raz pierwszy takson ten zdiagnozował w 1774 r. Jacob Christian Schaeffer nadając mu nazwę Agaricus rutilans. Obecną, uznaną przez Index Fungorum nazwę nadał mu w 1939 r. Rolf Singer, przenosząc go do rodzaju Tricholomopsis.
Nazwę polską podali Barbara Gumińska i Władysław Wojewoda w 1968 r. W polskim piśmiennictwie mykologicznym gatunek ten opisywany był też jako złotawka, boczniak czerwonozłoty, bedłka czerwonozłota, brzegowłosek czerwonozłoty. Ma ok. 30 synonimów. Niektóre z nich:

- Agaricus aurantius Batsch 1783
- Agaricus rutilans Schaeff. 1774
- Agaricus rutilans Schaeff. 1774 var. rutilans
- Agaricus rutilans var. xerampelinus (Sowerby) Pers. 1801
- Agaricus serratis Bolton 1788
- Agaricus variegatus Scop. 1772
- Agaricus xerampelinus Sowerby 1796
- Agaricus xerampelinus Scop. 1772
- Cortinellus rutilans (Schaeff.) P. Karst. 1879
- Gymnopus rutilans (Schaeff.) Gray 1821
- Gyrophila rutilans (Schaeff.) Quél. 1886
- Gyrophila rutilans var. variegata (Scop.) Quél. 1886
- Pleurotus rutilans (Schaeff.) Dumée, 1917
- Tricholoma rutilans (Schaeff.) P. Kumm. 1871
- Tricholoma rutilans (Schaeff.) P. Kumm. 1871 var. rutilans
- Tricholoma rutilans var. vaginatum (Rabenh.) P. Kumm. 1871
- Tricholoma variegatum (Scop.) Gillet 1874
- Tricholomopsis rutilans var. variegata (Scop.) Bon 1984
- Tricholomopsis variegata (Scop.) Singer 1943

## Morfologia
Kapelusz
Średnica 3–15 cm, u młodych okazów jest półokrągły, łukowaty z podwiniętym brzegiem, u starszych rozpostarty, czasami z tępym garbem. Skórka delikatnie filcowata, żółte tło pokryte jest liliowo-czerwonymi łuseczkami. Gatunek ten ma bardzo zmienne ubarwienie kapelusza; u młodych okazów kapelusz może być całkowicie purpurowofioletowy, zaś u starszych jednolicie żółty. Rekordowy okaz znaleziono we Włoszech na pniu dęba korkowego – jego kapelusz miał średnicę 56 cm.
Blaszki
Dość gęste, przy trzonie ząbkowato wykrojone lub szeroko przyrośnięte oraz nieco płatkowate. Mają zawsze żółtawy kolor, ale u młodszych okazów są jaśniejsze, z wiekiem ciemnieją.
Trzon
Wysokość 5–12 cm, grubość 1–3 cm. Jest cylindryczny, koloru kapelusza, czasem tylko żółty, przy samym kapeluszu odcinający się białawo lub żółtawo, wkrótce staje się pusty.
Miąższ
Żółty. Zapach i smak trochę mdłe.
Wysyp zarodników
Biały, nieamyloidalny. Zarodniki gładkie, eliptyczne, o rozmiarach 6,5–8 × 4,5–5,5 μm, bez pory rostkowej.

## Występowanie i siedlisko
Występuje w Ameryce Północnej i Środkowej, Europie, Azji i Australii. W Polsce jest pospolity.
Owocniki wytwarza od lipca do listopada, pojedynczo lub w kępach na pniach drzew. Czasami występuje gromadnie. Rośnie przy podstawie pni lub na martwym drewnie. Niekiedy pozornie rośnie na ziemi, w rzeczywistości jednak grzybnia wyrastająca z podstawy jego trzonu wyrasta na korzeniach drzew. Rośnie na różnych gatunkach drzew, zarówno liściastych, jak iglastych, zaobserwowano jednak, że w Europie Środkowej rośnie głównie na drzewach iglastych, w Europie Południowej natomiast na drzewach liściastych.

## Znaczenie
Naziemny grzyb saprotroficzny. Nie jest trujący, jest jednak mało smaczny i z tego powodu uważany jest za niejadalny. Przez niektórych autorów jest uważany za grzyb jadalny, jako domieszka w małych ilościach do potraw mieszanych, może bowiem wywoływać dolegliwości żołądkowe, ma również niezbyt przyjemny smak i zapach.